# Cres (traghetto)
Il Cres è un traghetto della flotta della croata Jadrolinija.

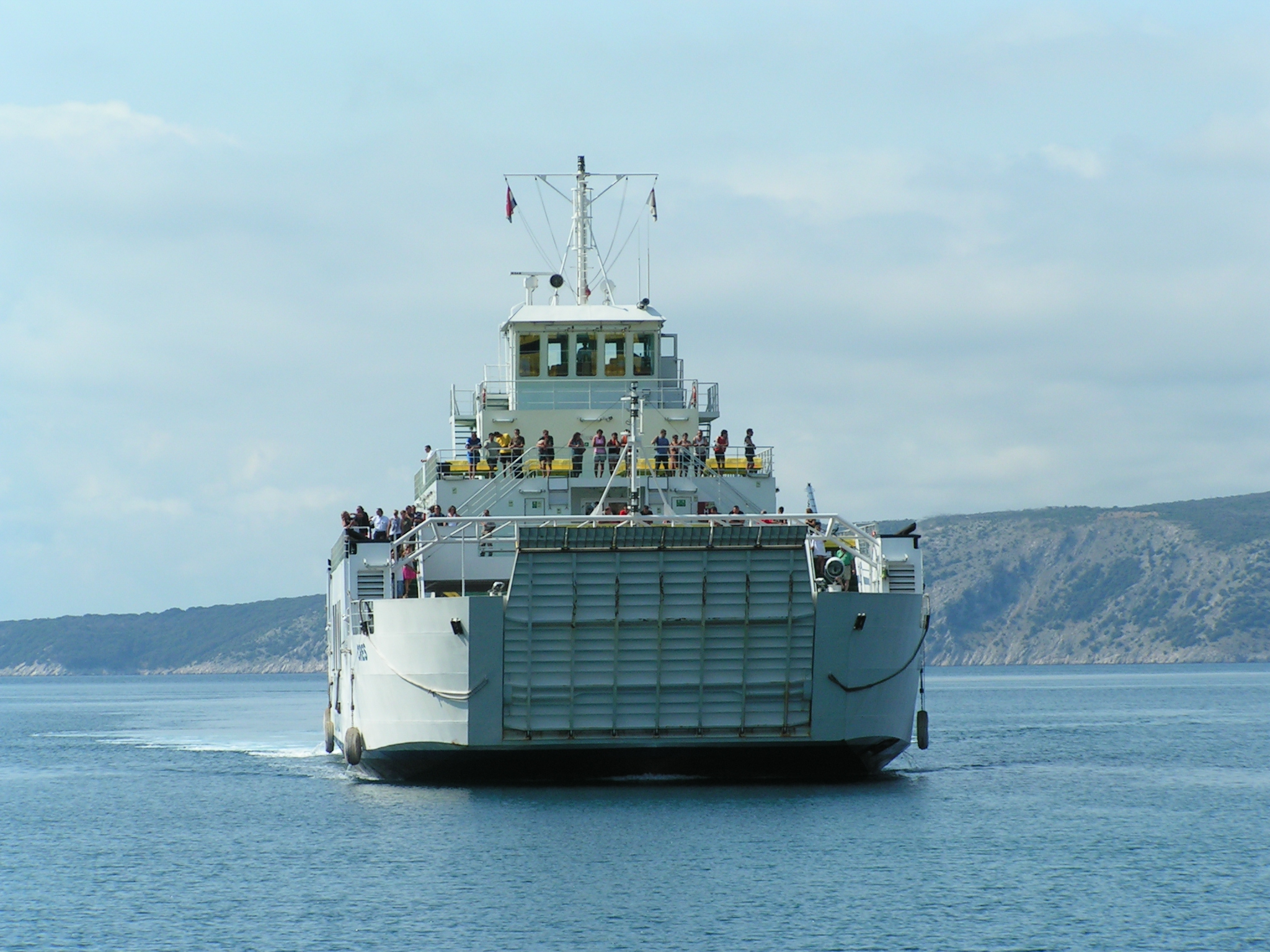

Costruito nel 2005 nei cantieri BSO di Spalato, è gemello dei traghetti Supetar e Sveti Krševan, anch'essi costruiti in Croazia. Il Cres di solito si tiene sulle linee intorno a Fiume, come quella tra l'isola di Veglia (Krk) da Valbisca (Valbiska) a Smergo (Merag) sull'isola di Cherso (Cres).

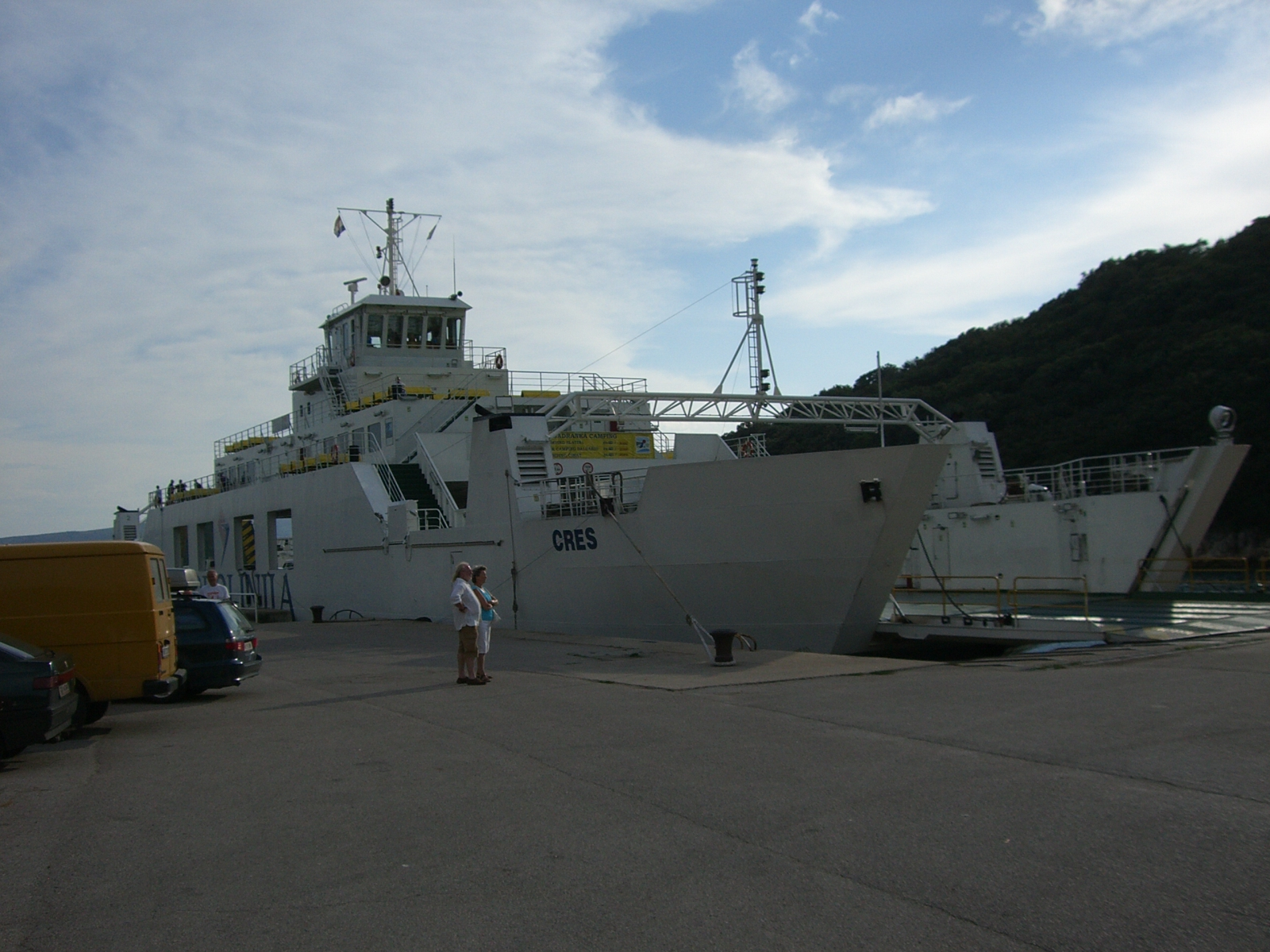

La capacità del Cres è di 100 auto e 600 passeggeri.